# Bhairavī

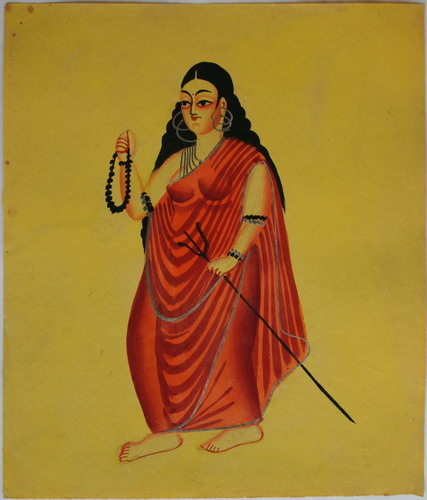
Kaligath Bhairavi, miniatura di ignoto risalente alla seconda metà del XIX secolo.

Bhairavī (in sanscrito भैरवी) è uno degli aspetti più feroci e terrificanti della Devī; praticamente indistinguibile da Kālī, tranne che per la sua particolare identificazione come la consorte del Bhairava (ipostasi "demonica" di Siva).

## Simbologia
È anche chiamata "Śubhaṃkarī", buona madre dalle e per le persone buone, mentre risulta essere assai "terribile" per quelle cattive. La si rappresenta in possesso di un libro ed un rosario con i quali, anche attraverso specifiche gestualità, riesce a dissipare la paura. È anche conosciuta come Bāla o Tripurabhairavī. Si ritiene che quando Bhairavī entra nel campo di battaglia, solo attraverso il suo aspetto orrido i demoni diventano molto deboli sino a giungere all'impotenza, e si ritiene anche che la maggior parte dei demoni inizia a venir presa dal panico appena la intravedono. Il consorte della dea Bhairavī è Bhairava, uno degli aspetti terrifici del Signore Siva.
Bhairavi è vista soprattutto come la Caṇḍī presente nel "Durgā Saptaśatī" (come 'Devī Māhātmya') in versione di uccisore di Śumbha e Niśumbha. Tuttavia, lei uccide e beve il sangue di Chanda e Munda e degli asura, così la dea Parvati le dà un vantaggio e la loro unione sarebbe stata identificata come Cāmuṇḍā.
In altre forme, è anche identificata con Parvati o la stessa Durgā. Quando si ritrova uno stato irrefrenabile di furia, la si trova in groppa seduto su un asino fedele, con la bocca piena del sangue dei demoni appena divorati, il suo corpo coperto da una pelle di tigre ed una forma alquanto scheletrica. Presenta anche la abhaya mudra e vara mudrā, è mostrata in possesso di armi come un Triśūla (tridente), Paraśu (ascia), e Vajrā (fulmine).

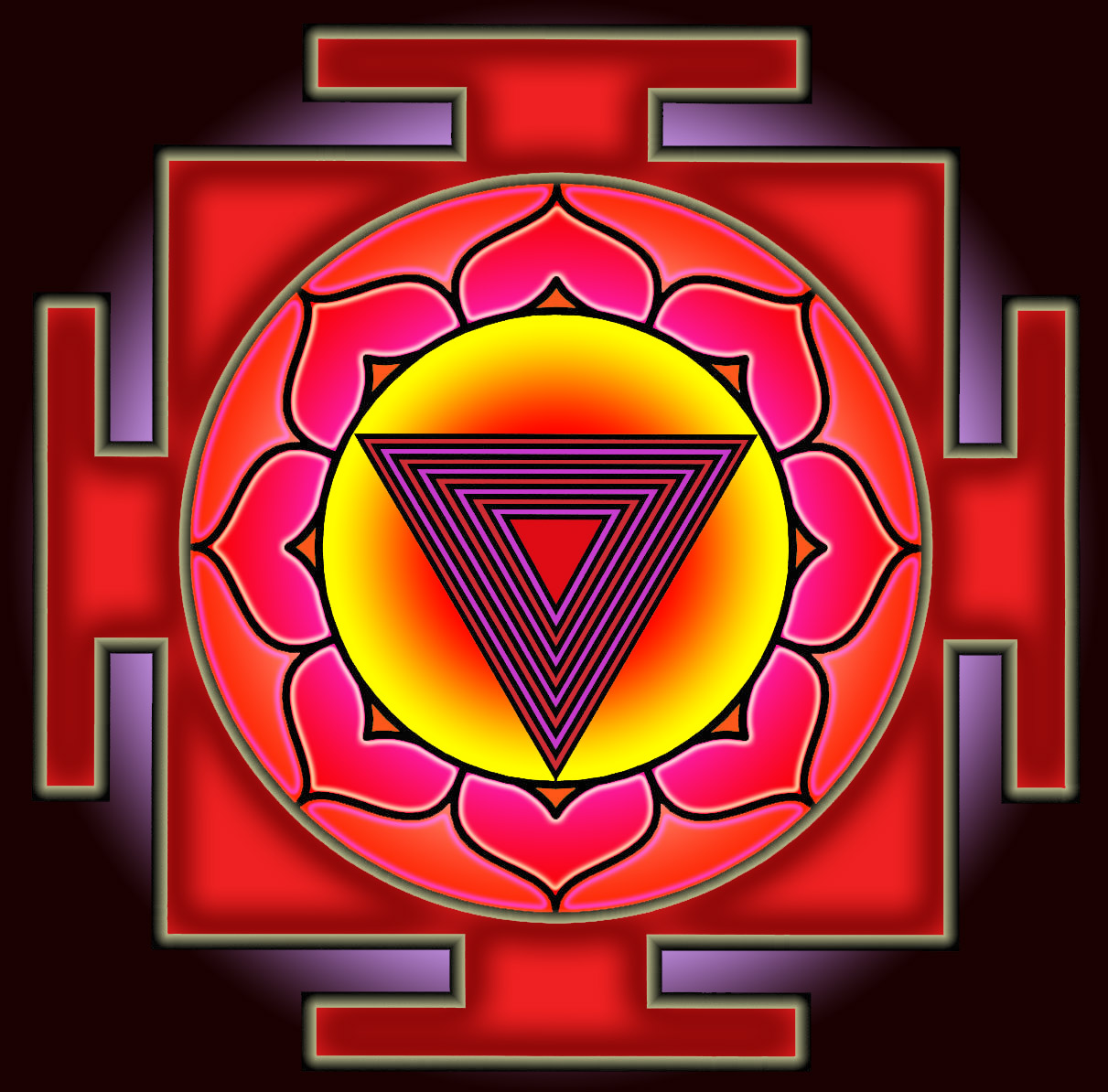
Tripurabhairavī Yantra.

## Altro
Bhairavī è anche un titolo per un adepto femminile all'interno delle pratiche di Kundalini-Tantra. Una yogini è una studentessa di tantrismo, o un'aspirante a farne parte; una bhairavī è colei che è riuscita nell'intento. Il nome "Bhairavī" significa "terrore" o "maestoso", così quello che ha raggiunto lo stato di Bhairavī, è al di là della paura della morte, e quindi è giunto ad una forza d'animo impressionante.